# Metassamia sexdentata
Metassamia sexdentata is een hooiwagen uit de familie Assamiidae.